# Mistrzostwa Europy w Saneczkarstwie 1970
17. Mistrzostwa Europy w saneczkarstwie 1970 odbyły się w szwedzkim Hammarstrand. Rozegrane zostały trzy konkurencje: jedynki kobiet, jedynki mężczyzn oraz dwójki mężczyzn. W tabeli medalowej najlepsze było NRD.

## Wyniki

### Jedynki kobiet
| Medal | Zawodniczka       | Narodowość | Czas | Strata |
| ----- | ----------------- | ---------- | ---- | ------ |
|       | Anna-Maria Müller | NRD        |      |        |
|       | Angela Knösel     | NRD        |      |        |
|       | Christina Schmuck | RFN        |      |        |

### Jedynki mężczyzn
| Medal | Zawodnik          | Narodowość | Czas | Strata |
| ----- | ----------------- | ---------- | ---- | ------ |
|       | Harald Ehrig      | NRD        |      |        |
|       | Wolfgang Scheidel | NRD        |      |        |
|       | Horst Hörnlein    | NRD        |      |        |

### Dwójki mężczyzn
| Medal | Zawodnicy                      | Narodowość | Czas | Strata |
| ----- | ------------------------------ | ---------- | ---- | ------ |
|       | Horst Hörnlein/Reinhard Bredow | NRD        |      |        |
|       | Rudolf Schmid/Franz Schachner  | Austria    |      |        |
|       | Manfred Schmid/Ewald Walch     | Austria    |      |        |

## Klasyfikacja medalowa
| Miejsce | Państwo |   |   |   | Razem |
| ------- | ------- | - | - | - | ----- |
| 1.      | NRD     | 3 | 2 | 1 | 6     |
| 2.      | Austria | 0 | 1 | 1 | 2     |
| 3.      | RFN     | 0 | 0 | 1 | 1     |